# Voo American Airlines 965
O voo 965 da American Airlines era uma rota internacional regular entre o aeroporto de Miami e o aeroporto Alfonso Bonilla Aragón em Cali, Colômbia. Em 20 de dezembro de 1995 o Boeing 757-200 que operava este voo, com registro N651AA, chocou-se contra uma montanha a leste de Buga, Colômbia, matando 151 dos 155 passageiros e os 8 tripulantes. O acidente foi o primeiro de um 757 de propriedade estadunidense e é o pior acidente de aviação ocorrido na Colômbia. Na época foi o acidente com mais mortos em 757, superado pelo voo Birgenair 301 com 189 vítimas fatais ocorrido sete semanas depois. Cinco passageiros, todos sentados na mesma zona do avião, sobreviveram ao impacto inicial, mas um morreu dois dias depois por causa de seus ferimentos. O voo 965 foi o desastre aéreo mais mortal envolvendo um porta-aviões dos EUA desde o atentado de Lockerbie ocorrido no final de 1988.
A unidade administrativa Especial de Aeronáutica Civil colombiana investigou o acidente juntamente com o NTSB e determinou que a causa do acidente aéreo foi erro da tripulação e erros de navegação resultando em colisão com o solo em voo controlado.

## Avião
O aparelho acidentado era um Boeing 757-223 com registro N651AA. Voou pela primeira vez em 12 de agosto de 1991, e fora o 390º Boeing 757 construído e estava equipado com dois motores Rolls-Royce RB211.

## Histórico do voo

### Partida
Naquela época, o voo 965 transportava principalmente pessoas que retornavam à Colômbia para o feriado de Natal, turistas e empresários. Uma tempestade de inverno no nordeste dos Estados Unidos fez com que a companhia aérea atrasasse a partida do avião por 30 minutos para permitir que os passageiros em conexão embarcassem no voo, e o congestionamento sazonal causou mais atrasos. O voo 965 decolou às 18h35 EST (23h35 UTC), com quase duas horas de atraso.

### Tripulação
A tripulação da cabine era composta pelo Capitão Nicholas Tafuri, com 57 anos, e o Primeiro Oficial Donnie R. Williams, com 39 anos. Ambos os pilotos eram considerados aviadores altamente qualificados. 
O Capitão Tafuri tinha mais de 13.000 horas de experiência de voo (incluindo 2.260 horas no Boeing 757/767), e o Primeiro Oficial Williams tinha quase 6.000 horas, sendo 2.286 delas no Boeing 757/767. O capitão Tafuri voou com a Força Aérea dos EUA de 1963 a 1969 e serviu na Guerra do Vietnã, e ingressou na American Airlines em 1969. O primeiro oficial Williams voou com a Força Aérea dos EUA de 1979 a 1986 e ingressou na American Airlines em 1986. 

### Saindo do rumo
Os controladores de tráfego aéreo de Cali não tinham radar funcional para monitorar o 757, pois ele havia sido explodido em 1992 pelo grupo terrorista FARC. A abordagem de Cali usa vários sinalizadores de rádio para guiar os pilotos pelas montanhas e desfiladeiros que cercam a cidade. O computador de navegação do sistema de gerenciamento de voo (FMS) do avião já tinha esses sinalizadores programados e deveria, em teoria, dizer aos pilotos exatamente onde virar, subir e descer, desde Miami até o pouso em Cali.
Como o vento estava calmo, os controladores de Cali perguntaram aos pilotos se eles queriam fazer uma aproximação direta não precisa para a pista 19 em vez de fazer uma aproximação ILS de precisão para a pista 01. Os pilotos concordaram com a aproximação direta , na esperança de ganhar algum tempo. Os pilotos então limparam erroneamente todos os pontos de rota de aproximação programados do plano de voo no FMS da aeronave. Quando o controlador pediu aos pilotos que relatassem a passagem sobre o VOR de Tulua (identificado como "ULQ") ao norte de Cali, ele não estava mais programado no plano de voo do FMS, então eles tiveram que encontrar o identificador de VOR "ULQ" em seu gráfico de aproximação . Enquanto isso, eles estenderam os freios de velocidade da aeronave para desacelerá-la e acelerar sua descida. No momento em que os pilotos selecionaram o identificador Tulua VOR "ULQ" no plano de voo do FMS, eles já o haviam ignorado. Os pilotos então tentaram selecionar o próximo ponto de rota de aproximação Rozo no FMS. No entanto, o farol não direcional Rozo (NDB) foi identificado como "R" em sua carta de aproximação, mas não no FMS. Em vez disso, o banco de dados FMS usou uma convenção de nomenclatura diferente e identificou o Rozo NDB como "ROZO". A Colômbia também duplicou o identificador "R" para o NDB Romeo perto de Bogotá 150 NM de Cali, que não está de acordo com o padrão ICAO em vigor desde 1978 para apenas duplicar identificadores se estiverem separados por mais de 600 NM. Ao selecionar "R" na lista de waypoints, o capitão fez com que o piloto automático iniciasse um curso para Bogotá, resultando no avião virando para o leste em um amplo semicírculo. Os pilotos tentaram corrigir isso voltando para o sul. No momento em que o erro foi detectado, a aeronave estava em um vale que corria aproximadamente norte-sul paralelo ao que deveria estar. Os pilotos colocaram a aeronave em rota de colisão com uma montanha de 3.000 metros (9.800 pés). o controlador de tráfego, Nelson Rivera Ramírez, acreditava que alguns dos pedidos dos pilotos não faziam sentido, mas não sabia inglês o suficiente para transmitir isso.

## Acidente
Doze segundos antes do avião atingir a montanha, chamada El Diluvio, o sistema de alerta de proximidade do solo (GPWS) foi ativado, anunciando uma colisão iminente no terreno e soando um alarme. Dentro de um segundo desse aviso, o primeiro oficial desligou o piloto automático e o capitão tentou escalar a montanha. Dois segundos após o aviso, a potência de decolagem foi selecionada e, no segundo seguinte, o pitch foi aumentado para 20,6° para cima, causando a ativação do stick shaker. O stick shaker vibra mecanicamente o manche de controle (o "stick") para avisar a tripulação de voo de um estol aerodinâmico iminente. 
Quando a potência de decolagem foi selecionada, nenhum dos pilotos se lembrou de desengatar os freios de velocidade anteriormente acionados, que foram totalmente estendidos e reduziram significativamente a taxa de subida. Às 21h41:28 EST, a aeronave atingiu árvores a cerca de 2.720 metros (8.920 pés) acima do nível do mar no lado leste da montanha de 2.700 metros de altura (9.000 pés). O último registro no gravador de dados de voo indicou que o avião estava voando a 187 kn (346 km/h; 215 mph) e com uma atitude de inclinação de quase 28°. O acidente foi 9,7 km (6,0 mi; 5,2 nmi) ao sul de Tulua VOR e 28 km (17 mi; 15 nmi) ao norte do final de aproximação da pista 19 no Aeroporto Internacional Alfonso Bonilla Aragon. Inicialmente, a aeronave ultrapassou o topo, mas atingiu as árvores com a cauda e caiu logo após o topo da montanha.
Cinco passageiros, todos sentados a duas filas uns dos outros, sobreviveram ao impacto inicial, mas um morreu dois dias depois de seus ferimentos. Além dos quatro sobreviventes humanos, um cachorro, que estava em um conteiner próprio para animais no porão de carga no momento do acidente, sobreviveu ao desastre aéreo.

## Investigação e relatório final
O acidente foi investigado pela Unidade Administrativa Especial de Aeronáutica Civil (espanhol: Aeronáutica Civil) da República da Colômbia, com a assistência do Conselho Nacional de Segurança e Transporte dos EUA (CNST; inglês: NTSB), bem como de outras partes, incluindo a Administração Federal de Aviação (AFA; inglês: FAA) dos EUA, Allied Pilots Association, American Airlines, Boeing Commercial Airplane Group e Rolls Royce Engines.
As investigações revelaram que nem o simulador de base fixa da Boeing nem o simulador do sistema de gerenciamento de voo poderiam ser retroalimentados com os dados obtidos diretamente do gravador de dados de voo do avião acidentado (FDR). Como os simuladores de voo do 757 não podiam ser retrocedidos durante os testes, não foi possível determinar com precisão se o avião teria perdido o topo das montanhas/árvores se os freios de velocidade tivessem sido retraídos durante a tentativa de subida, mas o relatório final afirmou que, se a tripulação de voo tivesse retraído os freios de velocidade um segundo após iniciar a manobra de fuga, o avião poderia estar subindo por uma posição que estava 46 m (150 pés) acima do ponto de impacto inicial. Como o avião continuaria a subir e teria potencial para aumentar sua taxa de subida, poderia muito bem ter derrubado as árvores no topo da montanha. 
A Aeronáutica Civil preparou um relatório final de sua investigação em setembro de 1996, que foi divulgado através do NTSB dos EUA.

### Causas prováveis
Em seu relatório, a Aeronáutica Civil da Colômbia determinou como prováveis causas do acidente:

1 - A falha da tripulação de voo em planejar e executar adequadamente a aproximação da pista 19 na SKCL (Aeroporto Internacional Alfonso Bonilla Aragon) e seu uso inadequado de automação;

2 - Falha da tripulação de voo para interromper a aproximação em Cali, apesar de inúmeras pistas alertando-os sobre a inconveniência de continuar a aproximação;
3 - A falta de consciência situacional da tripulação de voo em relação à navegação vertical, proximidade do terreno e a localização relativa de auxílios de rádio críticos;

4 - Falha da tripulação de voo em reverter para a radionavegação básica no momento em que a navegação assistida pelo sistema de gerenciamento de voo tornou-se confusa e exigiu uma carga de trabalho excessiva em uma fase crítica do voo.
Além disso, a Aeronáutica Civil determinou que esses fatores contribuíram para o acidente: 

1 - Os esforços contínuos da tripulação de voo para acelerar sua aproximação e pouso para evitar possíveis atrasos;

2 - A execução da manobra de fuga do sistema de alerta de proximidade do solo pela tripulação de voo enquanto os freios de velocidade permaneciam acionados;
3 - Lógica do FMS que eliminou todas as correções intermediárias da(s) tela(s) no caso de execução de um roteamento direto

4 - Informações de navegação geradas por FMS que usaram uma convenção de nomenclatura diferente daquela publicada em cartas de navegação.
O relatório da Aeronáutica Civil também incluiu uma variedade de recomendações relacionadas à segurança para as partes envolvidas (número de recomendações individuais entre parênteses):
- FAA dos EUA (17)
- Organização de Aviação Civil Internacional (3)
- American Airlines (2)

Os investigadores mais tarde classificaram o acidente como um evento sem sobrevivência, citando as forças de impacto e a subsequente destruição da aeronave.

## Consequências
Os saqueadores levaram reversores de empuxo do motor, instrumentos da cabine e outros componentes do 757 acidentado, usando helicópteros militares e privados colombianos para ir e voltar do local do acidente. Muitos dos componentes roubados reapareceram como peças de aeronaves não aprovadas no mercado negro dos corretores de peças da Grande Miami. Em resposta, a companhia aérea publicou uma lista de 14 páginas informando todas as peças que faltavam na aeronave que caiu. A lista incluía os números de série de todas as peças.
Em 1997, o juiz distrital dos EUA Stanley Marcus decidiu que os pilotos haviam cometido "má conduta intencional"; a decisão se aplicava à American Airlines, que representava os pilotos mortos. A decisão do juiz foi posteriormente revertida em junho de 1999 pelo Tribunal de Apelações dos EUA em Atlanta, que também revogou o veredicto do júri e declarou que o juiz do caso estava errado ao emitir uma declaração de culpa com os pilotos, um papel que deveria ter sido reservado apenas ao júri.
A American Airlines resolveu vários processos movidos contra ela pelas famílias das vítimas do acidente. A American Airlines entrou com uma ação de "reclamação de terceiros" por contribuição contra a Jeppesen e Honeywell, que fez o banco de dados do computador de navegação e não incluiu as coordenadas de Rozo sob o identificador "R"; o caso foi a julgamento no Tribunal Distrital dos Estados Unidos para o Distrito Sul da Flórida, em Miami. No julgamento, a companhia aérea admitiu que tinha alguma responsabilidade legal pelo acidente. A Honeywell e Jeppesen alegaram que não tinham responsabilidade legal pelo acidente. Em junho de 2000, o júri considerou que a Jeppesen foi 30% culpada pelo acidente, a Honeywell foi 10% culpada e a American Airlines foi 60% culpada.
Um sistema aprimorado de alerta de proximidade do solo (EGPWS) que poderia ter evitado o acidente foi introduzido em 1996. Desde 2002, as aeronaves capazes de transportar mais de seis passageiros são obrigadas a ter um sistema avançado de alerta de reconhecimento do solo.
A partir de agosto de 2021, a American Airlines continuou a operar a rota Miami-Cali através do voo 921, que é operado por aeronaves Boeing 737-800 e mais recentemente por 737 Max 8.

## Passageiros notáveis
- Paris Kanellakis, cientista da computação da Brown University, morreu com a esposa e dois filhos.[18]

O governo dos EUA encontrou dificuldades ao tentar distinguir americanos de não americanos, pois muitos passageiros tinham dupla cidadania.

## Na cultura popular
- Os eventos do voo 965 foram apresentados em "Lost" (nos EUA), um episódio da segunda temporada (2004) da série de TV canadense Mayday (chamada Air Emergency and Air Disasters nos EUA e Air Crash Investigation no Reino Unido e em outros lugares do mundo). O episódio foi transmitido com o título "Crash on the Mountain" no Reino Unido, Austrália e Ásia. Em Portugal foi intitulado "Desastre na montanha". No Brasil o episódio foi transmitido com o nome de "Encontro Fatal".[37]
- O acidente também foi apresentado em Why Planes Crash na MSNBC, em um episódio de 2015 intitulado "Sudden Impact".
- O episódio de 2018 "Descidas desastrosas" da série de TV Aircrash Confidential, produzido pela WMR Productions e IMG Entertainment, apresentou o acidente. Um documentário lançado em 2021, intitulado "American 965",[38] dirigido e produzido por um ex-capitão da British Airways com a Fact Not Fiction Films, sugere uma possível causa diferente para o acidente.[39][40]
- Outlook, um programa de rádio da BBC World Service, teve um episódio intitulado "The Father and Daughter Finding Closure After a Plane Crash", que consistia em entrevistas com dois dos sobreviventes do acidente.[41]
- A série de documentários Catástrofes Aéreas América Latina, produzida pelo Discovery Channel em conjunto com a Ancine em 2012 fez um episódio reconstituindo os eventos do acidente aéreo.[42]